# Фінкасл (Теннессі)
Фінкасл (англ. Fincastle) — переписна місцевість (CDP) в США, в окрузі Кемпбелл штату Теннессі. Населення — 1611 особа (2020).

## Географія
Фінкасл розташований за координатами 36°24′14″ пн. ш. 84°2′53″ зх. д. / 36.40389° пн. ш. 84.04806° зх. д. (36.403811, -84.047922).  За даними Бюро перепису населення США в 2010 році переписна місцевість мала площу 9,46 км², уся площа — суходіл.

## Демографія
Згідно з переписом 2010 року, у переписній місцевості мешкало 1618 осіб у 648 домогосподарствах у складі 493 родин. Густота населення становила 171 особа/км².  Було 715 помешкань (76/км²).
Расовий склад населення:
| - 98,9 % — білих - 0,2 % — азіатів - 0,1 % — корінних американців |

До двох чи більше рас належало 0,4 %. Частка іспаномовних становила 0,8 % від усіх жителів.
За віковим діапазоном населення розподілялося таким чином: 21,6 % — особи молодші 18 років, 56,8 % — особи у віці 18—64 років, 21,6 % — особи у віці 65 років та старші. Медіана віку мешканця становила 44,6 року. На 100 осіб жіночої статі у переписній місцевості припадало 92,8 чоловіків;  на 100 жінок у віці від 18 років та старших — 91,0 чоловіків також старших 18 років.
Середній дохід на одне домашнє господарство  становив 47 705 доларів США (медіана — 36 902), а середній дохід на одну сім'ю — 60 845 доларів (медіана — 49 107). За межею бідності перебувало 13,7 % осіб, у тому числі 17,8 % дітей у віці до 18 років та 7,5 % осіб у віці 65 років та старших.
Цивільне працевлаштоване населення становило 420 осіб. Основні галузі зайнятості: освіта, охорона здоров'я та соціальна допомога — 24,8 %, виробництво — 22,4 %, науковці, спеціалісти, менеджери — 16,0 %, будівництво — 16,0 %.